# Альтман, Мориц Борисович
Мориц Борисович Альтман (23 декабря 1913 (5 января 1914), Одесса — 22 октября 2000) — учёный в области авиационного материаловедения и металлургии, один из создателей современной теории и практики рафинирования легких сплавов, автор новых литейных алюминиевых сплавов. Доктор технических наук, профессор.
Родился в Одессе в семье служащего. В 1923 г. переехал с родителями в Москву, где отец работал начальником планово-экономического отдела Метроснаба.
В 1936 году окончил химический факультет МГУ. В 1936—1937 инженер-исследователь на заводе «Красный пролетарий».
В 1937-1941 и 1943-1998 работал во Всероссийском научно-исследовательском институте авиационных материалов (ВИАМ), где многие годы возглавлял лабораторию магниевых и литейных алюминиевых сплавов. Во время войны - в эвакуации в Омске, старший инженер и начальник лаборатории на авиазаводе.
Им были разработаны новые положения теории и практики взаимодействия газов с металлами, предложены профилактические меры, предупреждающие повышенное содержание газов в металле, и методы рафинирования для удаления из жидкого металла продуктов реакций.
М. Б. Альтман выдвинул фундаментальную идею разделения флюсов на защитные (покровные) и предназначенные для обработки объёма расплава. Много внимания уделял вопросам металловедения и разработке составов литейных алюминиевых и магниевых сплавов. Разработанные под его руководством сплавы АЛ4-1, АЛ5-1, АЛ9-1, АЛ34 и ВАЛ8 нашли широкое применение в самолётостроении.

## Награды
- Лауреат Государственной премии СССР (1972) и премии Совета Министров СССР (1986),
- Орден Дружбы народов (1981),
- Медаль «В память 800-летия Москвы» (1947),
- Медаль «За доблестный труд в Великой Отечественной войне» (1946),
- Медаль «За трудовое отличие» (1966),
- Медаль "За доблестный труд в ознаменование 100-летия со дня рождения В. И. Ленина" (1970).